# Puebla de Albortón
Puebla de Albortón – gmina w Hiszpanii, w prowincji Saragossa, w Aragonii, o powierzchni 76,31 km². W 2011 roku gmina liczyła 128 mieszkańców.